# Ålartade fiskar
Ålartade fiskar (Anguilliformes) är en ordning som tillhör klassen benfiskar med talrika, rovgiriga arter i söt- och saltvatten över hela jorden. De har mycket långsträckt kropp och mjukstråliga fenor. Bukfenor saknas. Fjällen är små eller saknas.
Den i Sverige förekommande ålen är av arten europeisk ål (Anguilla anguilla).

## Underordningar och familjer
- Anguilloidei
  - Ålfiskar (Anguillidae)
  - Chlopsidae
  - Heterenchelyidae
  - Moringuidae
  - Muränor (Muraenidae)
  - Myrocongridae
- Congroidei
  - Colocongridae
  - Havsålar (Congridae)
  - Derichthyidae
  - Muraenesocidae
  - Anknäbbålar (Nettastomatidae)
  - Ophichthidae
- Nemichthyoidei
  - Skärfläcksålar (även kallade snäppålar, Nemichthyidae)
  - Serrivomeridae
- Synaphobranchoidei
  - Synaphobranchidae